# Şovut
Şovut är en ort i Azerbajdzjan.   Den ligger i distriktet Jardymly, i den södra delen av landet, 200 km sydväst om huvudstaden Baku. Şovut ligger 742 meter över havet och antalet invånare är 255.
Terrängen runt Şovut är kuperad. Närmaste större samhälle är Yardımlı, 13,8 km väster om Şovut. 
Omgivningarna runt Şovut är en mosaik av jordbruksmark och naturlig växtlighet. Runt Şovut är det ganska tätbefolkat, med 67 invånare per kvadratkilometer.